# Valea Mare (Covasna)
Pour les articles homonymes, voir Valea Mare.
Valea Mare (en hongrois : Nagypatak) est une commune roumaine du județ de Covasna, dans le Pays sicule en Transylvanie. Elle n'est composée que d'un seul village, Valea Mare.

## Localisation
La commune de Valea Mare est située au sud du județ de Covasna, à l'est de Transylvanie, au pied des monts Întorsurii dans les Carpates orientales, sur les rives de la Valea Mare, à 26 km de Sfântu Gheorghe (Sepsiszentgyörgy).

## Démographie
Lors du recensement de 2011, 97,62 % de la population se déclarent roumains et 1,23 % comme hongrois (1,14 % ne déclarent pas s'appartenance ethnique).

## Politique
| Parti | Parti                                                 | Sièges |
| ----- | ----------------------------------------------------- | ------ |
|       | Parti social-démocrate (PSD)                          | 3      |
|       | Parti national libéral (PNL)                          | 2      |
|       | Alliance des libéraux et démocrates (ALDE)            | 2      |
|       | Union nationale pour le progrès de la Roumanie (UNPR) | 1      |
|       | Parti Roumanie unie (PRU)                             | 1      |

## Monuments et lieux touristiques
- Église orthodoxe Sf. Arhangheli (construite en 1793), monument historique
- Monastère “Saint Jean-Baptiste” de Valea Mare
- Monts Întorsurii
- Rivière Valea Mare